# Łaziska (gmina)
Pour les articles homonymes, voir Łaziska.
Łaziska est une gmina rurale (gmina wiejska) du powiat d'Opole Lubelskie, dans la Voïvodie de Lublin, dans l'est de la Pologne.
Son siège administratif (chef-lieu) est le village de Łaziska, qui se situe environ 7 kilomètres (km) à l'ouest d'Opole Lubelskie (siège du powiat) et 50 kilomètres à l'ouest de la capitale régionale Lublin (capitale de la voïvodie).
La gmina couvre une superficie de 109,32 km2 pour une population de 5 262 habitants en 2006.

## Histoire
De 1975 à 1998, la gmina est attachée administrativement à l'ancienne Voïvodie de Lublin.

Depuis 1999, elle fait partie de la nouvelle voïvodie de Lublin.

## Géographie
La gmina inclut les villages (sołectwa) de:

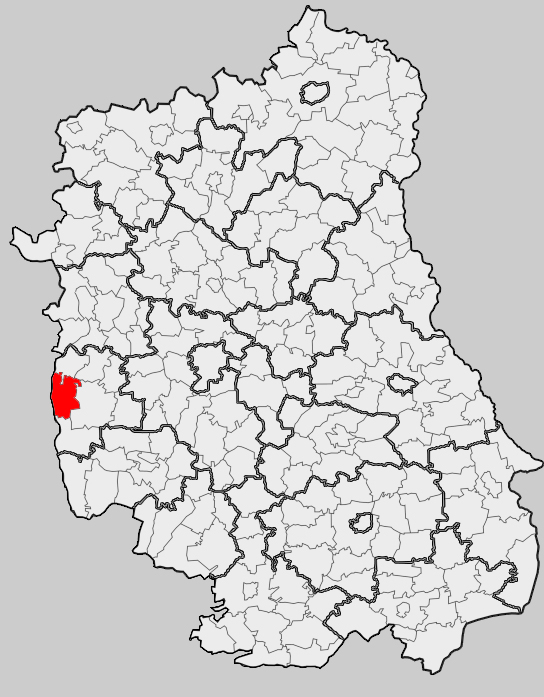
Position de la gmina dans la voïvodie

- Braciejowice
- Głodno
- Grabowiec
- Janiszów
- Kamień
- Kępa Gostecka
- Kępa Piotrawińska
- Kępa Solecka
- Koło
- Kolonia-Kamień
- Kopanina Kaliszańska
- Kopanina Kamieńska
- Kosiorów
- Las Dębowy
- Łaziska
- Łaziska-Kolonia
- Niedźwiada Duża
- Niedźwiada Mała
- Piotrawin
- Piotrawin-Kolonia
- Trzciniec
- Wojciechów
- Wrzelów
- Zakrzów
- Zgoda

### Gminy voisines
La gmina de Łaziska est voisine des gminy de:
- Chotcza
- Józefów nad Wisłą
- Karczmiska
- Opole Lubelskie
- Solec nad Wisłą
- Wilków

## Structure du terrain
D'après les données de 2002, la superficie de la commune de Łaziska est de 109,32 kilomètres carrés, répartis comme telle :
- terres agricoles : 66,7 %
- forêts : 22,3 %

La commune représente 12,67 % de la superficie du powiat.

## Démographie
Données du 27 novembre 2008:
| Description        | Total  | Total | Femmes | Femmes | Hommes | Hommes |
| ------------------ | ------ | ----- | ------ | ------ | ------ | ------ |
| Unité              | Nombre | %     | Nombre | %      | Nombre | %      |
| Population         | 4 866  | 100   | 2 487  | 51,1   | 2 379  | 48,9   |
| Densité (hab./km²) | 47,8   | 47,8  | 24,3   | 24,3   | 23,5   | 23,5   |